# Endiandra spathulata
Endiandra spathulata är en lagerväxtart som beskrevs av André Joseph Guillaume Henri Kostermans. Endiandra spathulata ingår i släktet Endiandra och familjen lagerväxter. Inga underarter finns listade i Catalogue of Life.